# Ященко, Александр Александрович
Алекса́ндр Алекса́ндрович Я́щенко (1842—1893) — русский архитектор, мастер неовизантийского стиля, академик Императорской Академии художеств, автор проекта Вознесенского собора в Новочеркасске.

## Биография
Родился в Вологодской губернии в семье надворного советника. С 1860 года стал вольнослушающим учеником Императорской академии художеств с 1860 года, в 1862 году окончил курс наук. Получил медали Академии художеств: малая серебряная (1865), большую серебряную медаль (1866) за «проект дома женской гимназии на 600 девиц приходящих». Звание классного художника 3-й степени (1866), в 1867 году — звание классного художника 2-й степени за «проект торгового складочного места на берегу судоходной реки». В 1871 году — звание классного художника 1-й степени за «проект православной церкви о 3-х отдельных приделах для кладбища». Участвовал в строительстве Московской пробирной палаты. В 1879 году получил звание академика за «проект станции железной дороги». Действительный член Петербургского общества архитекторов.
В 1872 году был определён на службу в ТСК МВД. В 1874 году получил должность инженера строительной части областного правления войска донского. 
В 1882 году переехал из Новочеркасска в Петербург, где служил по Ведомству учреждений императрицы Марии. В 1892 году получил должность областного архитектора области Войска Донского, в связи с чем, вероятно, вернулся в Новочеркасск.
Скоропостижно скончался 11 (23) апреля 1893 года в Новочеркасске .

## Проекты и постройки
В 1885 году спроектировал Казанский кафедральный собор, ставший до его разрушения в 1930-х годах одной из главных достопримечательностей Оренбурга. Однако основная архитектурная деятельность Ященко пришлась на земли Войска Донского, где сохранился архитектурный «собрат» Казанского собора — Вознесенский Войсковой собор в Новочеркасске.
Ященко были спроектированы несколько женских гимназий, железнодорожный вокзал в Новочеркасске, Донская Духовная семинария, музей Донского казачества, институт благородных девиц в Новочеркасске. 

## Галерея
- Казанский собор в Оренбурге
- Александро-Невский собор в Ростове-на-Дону
- Вознесенский собор в Новочеркасске
- Мариинская женская гимназия в Новочеркасске